# Schloss Reifenthal

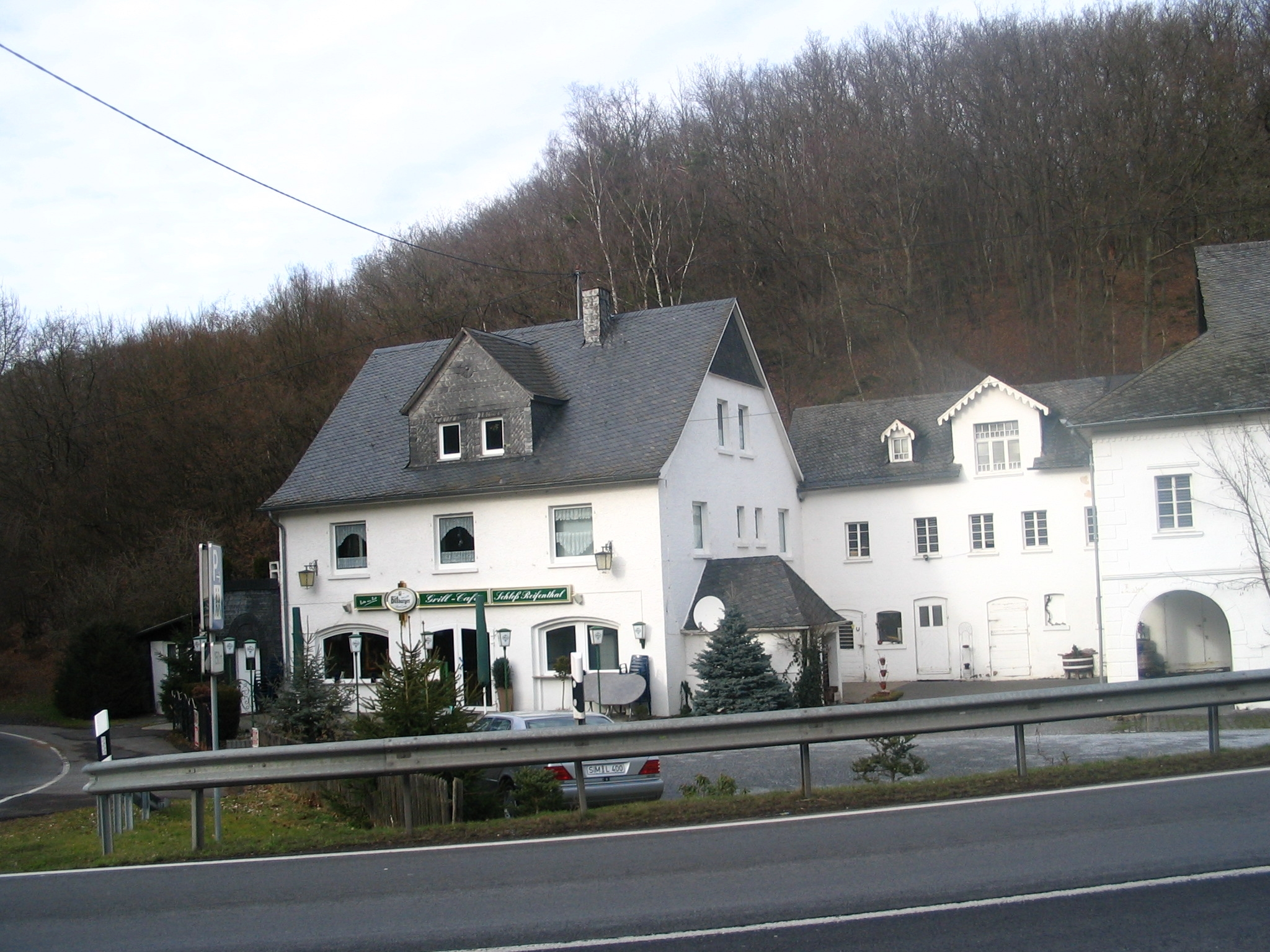
Gasthaus Schloss Reifentahl

Schloss Reifenthal ist ein Weiler im Hunsrück. 

## Geographie
Schloss Reifenthal liegt im östlichen Hunsrück direkt an der Hunsrückhöhenstrasse B 327, der Baybach fließt durch den Ort.

## Geschichte
Seit der Gemeindereform Anfang der 1970er-Jahre ist Schloss Reifenthal ein Ortsteil der Ortsgemeinde Leiningen in der Verbandsgemeinde Emmelshausen im Rhein-Hunsrück-Kreis. 

## Weblink
Koordinaten: 50° 8′ N, 7° 33′ O